# El sobrino de Don Buffalo Bill
El sobrino de Don Buffalo Bill ist ein spanischer Western aus dem Jahr 1944. Ramón Barreiro inszenierte den im deutschen Sprachraum nicht gezeigten Film.

## Handlung
Beaver Bill möchte der Trostlosigkeit seines Alltags entkommen und wird deshalb aus Spaß zum Banditen. Als 15.000 $ auf seinen Kopf ausgesetzt werden (Kopfgeld), wird es weniger lustig.